# Supercopa de Italia de voleibol masculino 2021
La Supercopa de Italia de voleibol masculino 2021, fue la 26° edición de la Supercopa de Italia realizada entre el 23 y el 24 de octubre de 2021. El ganador fue el Trentino Volley que consiguió su tercer galardón derrotando al debutante Vero Volley Monza en la final.

## Formato
Participan a la competición el equipo campeón de Italia 2020/21, el ganador de la Copa de Italia 2020/21 y los dos mejores equipos clasificado de la Regular Season en la Superlega 2020/21 que ya no tengan derecho. Las semifinales y la final se juegan en el Eurosuole Forum de Civitanova Marche según la fórmula de la Final Four.

## Equipos clasificados
- Lube Civitanova (campeón de Italia 2020/21 y ganador de la Copa de Italia 2020/21)
- Sir Safety Perugia (1° clasificada en la Regular Season 2020/21)
- Trentino Volley (3° clasificada en la Regular Season 2020/21)
- Vero Volley Monza (4° clasificada en la Regular Season 2020/21)

## Resultados
|  | Semifinales        | Semifinales       |   |  | Final           | Final |  |
|  |                    |                   |   |  |                 |       |  |
|  |                    |                   |   |  |                 |       |  |
|  | Lube Civitanova    | 1                 |   |  |                 |       |  |
|  | Vero Volley Monza  | 3                 |   |  |                 |       |  |
|  |                    |                   |   |  |                 |       |  |
|  |                    |                   |   |  |                 |       |  |
|  |                    |                   |   |  | Trentino Volley | 3     |  |
|  |                    | Vero Volley Monza | 1 |  |                 |       |  |
|  |                    |                   |   |  |                 |       |  |
|  |                    |                   |   |  |                 |       |  |
|  |                    |                   |   |  |                 |       |  |
|  |                    |                   |   |  |                 |       |  |
|  | Sir Safety Perugia | 0                 |   |  |                 |       |  |
|  | Trentino Volley    | 3                 |   |  |                 |       |  |

### Semifinales
| Fecha | Pabellón                           | Partido                              | Resultado                        |
| ----- | ---------------------------------- | ------------------------------------ | -------------------------------- |
| 23/10 | Eurusuole Forum, Civitanova Marche | Lube Civitanova - Vero Volley Monza  | 1-3 (22-25, 16-25, 25-21, 20-25) |
| 23/10 | Eurusuole Forum, Civitanova Marche | Sir Safety Perugia - Trentino Volley | 0-3 (21-25, 21-25, 23-25)        |

### Final
| Fecha | Pabellón                           | Partido                             | Resultado                        |
| ----- | ---------------------------------- | ----------------------------------- | -------------------------------- |
| 24/10 | Eurusuole Forum, Civitanova Marche | Trentino Volley - Vero Volley Monza | 3-1 (25-11, 25-21, 31-33, 25-14) |

|                                     |
|                                     |
| Campeón Trentino Volley 3.er título |